# Federico Massone
Federico Massone (Aosta, 1º maggio 1998) è un cestista italiano.

## Carriera
Muove i primi passi cestistici all'età di sei anni nelle file della Rouge et Noir di Aosta. Nel 2010 lascia Aosta per Ivrea, vestendo per due stagioni la maglia della Lettera 22. Nel 2012 fa ritorno nella sua città natale, vestendo ancora la maglia della Rouge et Noir.
Nella stagione 2014-15 viene notato dalla Pallacanestro Biella, con cui firma ed entra nel settore giovanile, iniziando dalla squadra Under-17. Nelle due stagioni con la maglia di Biella, Massone ha giocato quattro finali nazionali, con la squadra Under-17 e Under-19 nel giugno 2015 e con la squadra Under-18 e Under-20 nel giugno 2016, conseguendo due terzi posti e un quarto posto. Nella stagione 2016-17, Massone fa il suo esordio nel basket professionistico il 2 ottobre 2016, nella partita vinta 68-58 contro Casale Monferrato.
Il 5 luglio 2017 passa in prestito annuale all'Aurora Basket Jesi.

## Palmarès
- Mondiali Under-19: 
 Egitto 2017